# Hawaii Tattoo
Hawaii Tattoo ist ein Instrumentalstück der belgischen Gruppe „Die Waikikis“ aus dem Jahr 1961.

## Geschichte
Das Stück ist der Initiative des Musikproduzenten Horst Fuchs zu verdanken, der Kontakte zu einer belgischen Gruppe von Studiomusikern unterhielt, die unter dem Namen „Die Waikikis“ firmierte und für die er Musiknummern mit Hawaii-Flair suchte: „Ich brauchte Songs, die mir dann unter anderem Hans Blum und Martin Böttcher schrieben. Böttcher kam zunächst mit seinem Titel nicht rüber. Aber als ich ihn dann konkret anstieß, war Hawaii Tattoo binnen einer halben Stunde fertig.“ Böttcher schrieb den Song unter dem Pseudonym „Michael Thomas“.
1961 wurden die ersten vier Titel der „Waikikis“ produziert – darunter auch Hawaii Tattoo, der sich zu einem internationalen Erfolg entwickelte: „In Deutschland standen am Ende unterm Strich rund 600.000 Einheiten. International kamen wir auf insgesamt 2,5 Millionen“, so Horst Fuchs. Im Dezember 1961 kam Hawaii Tattoo in die Top 50 der deutschen Musik-Charts, wo er sich 37 Wochen hielt, davon 21 Wochen in den Top 10, und bis auf Platz 4 kletterte. Auch in die amerikanischen Billboard-Charts schaffte es Hawaii Tattoo, allerdings erst rund drei Jahre später. Zu den Veröffentlichungen der Originalversion kommt eine Vielzahl an Coverversionen, die auch unter dem Titel "Hawaiian Tattoo" veröffentlicht wurden.
Die bekannt gewordene Aufnahme des Hawaii Tattoo ist vermutlich von Willy Albimoor, dem Chef, Arrangeur und Pianisten der „Waikikis“, arrangiert worden; Martin Böttcher selbst hat unter dem Pseudonym Mike Thomas and his Wall Street Babies eine (nur wenig nach Hawaii klingende) Aufnahme unter dem Titel Hawaii Tattoo Dixie gemacht. In dem Film Max, der Taschendieb aus dem Jahr 1962, für den Böttcher die Musik schrieb, ist Hawaii Tattoo in der Fassung der „Waikikis“ als Hintergrundmusik aus einer Musikbox zu hören.